# Русско-турецкая война (1877—1878)
Русско-турецкая война 1877—1878 годов (в Турции известна как Война 93-го года (тур. 93 Harbi), поскольку велась в 1293 году от хиджры) — война между Российской империей и союзными ей балканскими государствами с одной стороны, и Османской империей с другой, в рамках Восточного кризиса, от названия которого происходит ещё одно её название, используемое в России — «Восточная война 1877—1878 гг.».
Началу войны предшествовал подъём национального самосознания на Балканах. Известия о жестокости, с которой было подавлено Боснийско-герцеговинское (1875) и Апрельские восстания в Болгарии, вызвали в Европе и особенно в России сочувствие к положению христиан Османской империи. Целью войны Россией была провозглашена свобода православных славян от турецкого владычества (расширение территории независимой Сербии, создание независимой Болгарии).
Россия вступила в конфликт с Портой вслед за сербами и черногорцами, которые отвечали на подавление турками славянского восстания в османской Герцеговине. Осенью 1876 года шестикратно превосходящие силы турок поставили сербов и русских добровольцев на грань поражения. Последовал ультиматум России с угрозой начала военных действий, после которого турки согласились на перемирие. Однако российский император Александр II в апреле 1877 года объявил Турции войну.
В ходе последовавших боевых действий русской армии удалось, используя пассивность турок, провести успешное форсирование Дуная, захватить Шипкинский перевал и после пятимесячной осады принудить лучшую турецкую армию Осман-паши к капитуляции в Плевне. Последовавший рейд через Балканские горы, в ходе которого русская армия разбила последние турецкие части, заслонявшие дорогу на Константинополь, привёл к выходу Османской империи из войны.
На мирном конгрессе (лето 1878 года) был подписан Берлинский трактат, зафиксировавший возврат России южной части Бессарабии и присоединение Карса, Ардагана и Батума. Была восстановлена государственность Болгарии; увеличились территории Сербии, Черногории, Валахии и Молдавии, а турецкая Босния и Герцеговина была оккупирована Австро-Венгрией.

## Предыстория конфликта

### Угнетение христиан в Османской империи
Статья 9 Парижского мирного договора, заключённого по итогам Крымской войны, обязывала Османскую империю даровать христианам равные права с мусульманами. Дальше опубликования соответствующего фирмана (указа) султана дело не продвинулось. В частности, в судах свидетельства не-мусульман («зимми») против мусульман не принимались, что фактически лишало христиан права на судебную защиту от религиозных преследований.
- 1860 год — в Ливане друзы при попустительстве османских властей[10] вырезали свыше 10 тыс. христиан (преимущественно маронитов, но также греческих католиков и православных). Угроза французской военной интервенции заставила Порту восстановить порядок[11]. Под давлением европейских держав Порта пошла на назначение в Ливане христианского губернатора, кандидатура которого выдвигалась османским султаном после согласования с европейскими державами[12].
- 1866—1869 годы — восстание на Крите под лозунгом объединения острова с Грецией. Восставшие взяли под контроль весь остров кроме пяти городов, в которых укрепились мусульмане. К началу 1869 года восстание было подавлено[13], но Порта пошла на уступки, введя на острове самоуправление, укрепившее права христиан[14]. В ходе подавления восстания широкую известность в Европе получили события в монастыре Аркади, когда свыше 700 женщин и детей, укрывшихся за стенами монастыря, предпочли взорвать пороховой погреб, но не сдаться осаждавшим туркам.

Последствием восстания на Крите, особенно в результате жестокости, с которой турецкие власти его подавляли, стало привлечение внимания в Европе (Британской Империи в частности) к вопросу об угнетённом положении христиан в Османской империи.

Как ни было мало внимание, уделяемое англичанами к делам Османской империи, и сколь несовершенным не было бы их знание всех деталей, достаточно информации просачивалось время от времени чтобы произвести расплывчатое, но твёрдое убеждение что султаны не выполняли свои «твёрдые обещания», данные Европе; что пороки османского правительства были неизлечимы; и что когда придёт время возникнуть очередному кризису, затрагивающему «независимость» Османской империи, для нас будет абсолютно невозможным снова оказать османам поддержку, оказанную ранее во время Крымской войны.

### Изменение баланса сил в Европе
Из Крымской войны Россия вышла с минимальными территориальными потерями, однако была вынуждена отказаться от содержания флота на Чёрном море и срыть укрепления Севастополя.
Одной из задач русской дипломатии после Крымской войны, стало восстановление прав на Черноморский флот. Это было однако не так просто — Парижский мирный договор 1856 года предусматривал гарантии целостности Османской империи со стороны Великобритании и Франции. Откровенно враждебная позиция, занятая во время войны Австрией, осложняла ситуацию. Из великих держав только с Пруссией у России сохранялись дружеские отношения.
Именно на союз с Пруссией и её канцлером Бисмарком сделал ставку назначенный Александром II в апреле 1856 года князь А. М. Горчаков. Россия заняла нейтральную позицию в деле объединения Германии, что в конечном итоге привело к созданию после ряда войн Германской империи. Воспользовавшись затруднительным положением Франции во Франко-прусской войне, где она терпела сокрушительные поражения, в октябре 1870 года Россия объявила об отказе соблюдения ограничений по военно-морскому строительству на Чёрном море и высказала только согласие на утверждение её решения на международной конференции. Но отмене оно в любом случае не подлежало. В марте 1871 года Россия при поддержке Бисмарка добилась международного консенсуса на отмену положений Парижского договора, запрещавших ей иметь флот на Чёрном море.
Остальные положения Парижского договора, однако, продолжали действовать. В частности, статья 8 давала право Великобритании и Австрии в случае конфликта России с Османской империей вмешаться в него на стороне последней. Это заставляло Россию проявлять крайнюю осторожность в её отношениях с османами и все свои действия согласовывать с другими великими державами. Война с Турцией один на один, таким образом, была возможна только при получении от остальных европейских держав карт-бланша на такие действия, и российская дипломатия выжидала удобного момента. Ведущая мировая держава на то время, Великобритания, была заинтересована в сохранении целостности Османской империи, поскольку получила большие торговые преференции со стороны султанской власти (см. Торговый договор Британии и Османской империи, Балта-Лиманский договор 1838 г.). Но при этом Британия вовсе не намерена была воевать за целостность Османской империи в одиночку, после поражения Франции в 1871 г. Франция была вынуждена сосредоточить свои силы против Германской империи. В результате постепенно складывалась международная ситуация, благоприятствующая действиям России.

## Непосредственные причины войны

### Подавление восстания в Болгарии и реакция Европы
Летом 1875 года в Боснии и Герцеговине началось антитурецкое восстание, основной причиной которого были непомерные налоги, установленные финансово несостоятельным османским правительством. Несмотря на некоторое снижение налогов, восстание продолжалось в течение всего 1875 года и в конечном итоге спровоцировало Апрельское восстание в Болгарии весной 1876 года.
В ходе подавления болгарского восстания турецкие войска совершили массовые убийства мирного населения, погибли от 15 до 30 тысяч человек; в особенности свирепствовали нерегулярные части — башибузуки. Против проводившего протурецкую линию британского правительства Дизраэли рядом журналистов и изданий была развёрнута пропагандистская кампания, обвинявшая последнего в игнорировании жестокостей турецких нерегулярных формирований; особую роль сыграли материалы американского журналиста, женатого на российской подданной, Януария Мак-Гахана, печатавшиеся в оппозиционной Daily News. В июле — августе 1876 года Дизраэли был вынужден неоднократно защищать политику правительства в Восточном вопросе в палате общин, равно как и оправдывать ложные донесения британского посла в Константинополе Генри Эллиота (англ. Henry Elliot). 11 августа того же года, во время последних для него прений в нижней палате (на следующий день он был возведён в пэры), Дизраэли оказался в полной изоляции, будучи подвергнут жестокой критике со стороны представителей обеих партий.
Публикации в Daily News вызвали волну общественного возмущения в Европе: в поддержку болгар высказались Чарльз Дарвин, Оскар Уайльд, Виктор Гюго и Джузеппе Гарибальди.
Виктор Гюго, в частности, написал в августе 1876 года во французской парламентарной газете:

Необходимо привлечь внимание европейских правительств к одному факту, одному совершенно небольшому факту, который правительства даже не замечают… Подвергнут истреблению целый народ. Где? в Европе… Будет ли положен конец мучению этого маленького героического народа?

Общественное мнение в Англии было окончательно развёрнуто против «туркофильской» политики поддержки Османской империи изданием в начале сентября 1876 года лидером оппозиции Гладстоном брошюры «Болгарские ужасы и Восточный вопрос» (The Bulgarian Horrors and the Question of the East), что было основным фактором невмешательства Англии на стороне Турции при последовавшем в следующем году объявлении войны Россией. Брошюра Гладстона, в своей позитивной части, излагала программу предоставления Боснии, Герцеговине и Болгарии автономии.
В России с осени 1875 года развернулось массовое движение поддержки славянской борьбы, охватившее все общественные слои. В обществе развернулась острая дискуссия: прогрессивные круги обосновывали освободительные цели войны, консерваторы рассуждали о её возможных политических дивидендах, таких как захват Константинополя и создание славянской федерации во главе с монархической Россией.
На эту дискуссию наложился традиционный российский спор между славянофилами и западниками, причём первые, в лице писателя Достоевского, видели в войне выполнение особой исторической миссии русского народа, заключавшейся в сплочении вокруг России славянских народов на основе православия, а вторые, в лице Тургенева, отрицали значение религиозного аспекта и считали, что целью войны является не защита православия, а освобождение болгар.
Событиям на Балканах и в России в начальный период кризиса посвящён ряд произведений русской художественной литературы: в стихотворении Тургенева «Крокет в Виндзоре» (1876) королева Виктория открыто обвинялась в попустительстве действиям турецких изуверов, а в стихотворении Полонского «Болгарка» (1876) повествовалось об унижении болгарской женщины, отправленной в мусульманский гарем и живущей жаждой мщения.
У болгарского поэта Ивана Вазова есть стихотворение «Воспоминания о Батаке», которое написано со слов встреченного поэтом подростка — худой, в лохмотьях, он стоял с протянутой рукой. «Откуда ты, мальчуган?» — «Я из Батака. Знаешь ли Батак?». Иван Вазов приютил мальчика в своём доме и впоследствии написал прекрасные стихи в виде рассказа мальчика Иванчо о героическом эпизоде борьбы болгарского народа с османским игом.

### Поражение Сербии и дипломатическое маневрирование
- В июне 1876 года Сербия, а следом за ней и Черногория, объявили войну Турции. Представители России и Австрии официально предостерегали против этого, но сербы не придавали этому особого значения, так как были уверены, что Россия не допустит их разгрома турками.

- 26 июня (8 июля) 1876 года Александр II и Горчаков встретились с Францем-Иосифом и Андраши в Рейхштадтском замке в Богемии. В ходе встречи было заключено так называемое Рейхштадтское соглашение, которое предусматривало, что в обмен на поддержку австрийской оккупации Боснии и Герцеговины Россия получит согласие Австрии на возвращение юго-западной Бессарабии, отторгнутой у России в 1856 году, и на присоединение порта Батуми на Чёрном море. На Балканах Болгария получала автономию (по русской версии — независимость)[31]. В ходе встречи, результаты которой были засекречены, была также достигнута договорённость о том, что балканские славяне «ни в каком случае не могут образовать на балканском полуострове одного большого государства»[32].
- В июле-августе сербская армия потерпела несколько сокрушительных поражений от турок, и 26 августа Сербия обратилась к европейским державам с просьбой о посредничестве для прекращения войны. Совместный ультиматум держав вынудил Порту предоставить Сербии перемирие сроком на один месяц и начать переговоры о мире. Турция, однако, выдвинула весьма жёсткие условия будущего мирного договора, которые были отвергнуты державами.
- 31 августа 1876 года был низложен объявленный недееспособным по болезни султан Мурад V и престол занял Абдул-Хамид II.
- В течение сентября Россия пыталась договориться с Австрией и Англией о приемлемом варианте мирного урегулирования на Балканах, который можно было бы от имени всех европейских держав выставить Турции. Дело не заладилось — Россия предлагала оккупацию Болгарии русскими войсками и ввод объединённой эскадры великих держав в Мраморное море, причём первое не устраивало Австрию, а второе — Великобританию.
- В начале октября истёк срок перемирия с Сербией, после чего турецкие войска возобновили наступление. Положение Сербии стало критическим. 18 (30) октября русский посол в Константинополе граф Игнатьев предъявил Порте ультиматум о заключении перемирия на 2 месяца, требуя ответа в 48 часов; 20 октября в Кремле Александр II произнёс речь, содержавшую аналогичные требования (т. н. московская речь императора), и предписал произвести частичную мобилизацию 20 дивизий. Порта приняла российский ультиматум.
- 11 декабря началась созванная по инициативе России Константинопольская конференция. Был выработан компромиссный проект решения, дарующего автономию Болгарии, Боснии и Герцеговине под объединённым контролем великих держав. 23 декабря Порта заявила о принятии конституции, провозглашавшей равенство религиозных меньшинств в империи, на основании чего Турция заявила об отказе признать решения конференции.
- 15 января 1877 года Россия заключила письменное соглашение с Австро-Венгрией, гарантировавшее нейтралитет последней в обмен на право оккупации Боснии и Герцеговины. Подтверждались прочие условия ранее заключённого Рейхштадтского соглашения. Как и Рейхштадское соглашение, данное письменное соглашение держалось в строжайшем секрете. Например, о нём не знали даже крупные российские дипломаты, включая российского посла в Турции[33].
- 20 января 1877 года безрезультатно завершилась Константинопольская конференция; граф Игнатьев заявил об ответственности Порты, если она предпримет наступление против Сербии и Черногории. Газета «Московские ведомости» характеризовала итог конференции как «полное фиаско», которого «можно было ожидать с самого начала»[34].
- В феврале 1877 года Россия достигла договорённости с Великобританией. Лондонский протокол рекомендовал Порте принять реформы, урезанные даже по сравнению с последними (сокращёнными) предложениями Константинопольской конференции. 31 марта протокол был подписан представителями всех шести держав. Однако 12 апреля Порта его отклонила, заявив, что рассматривает его как вмешательство во внутренние дела Турции, «противное достоинству турецкого государства».
- 19 марта 1877 года — открытие оттоманского парламента.

Игнорирование турками объединённой воли европейских держав дало России возможность обеспечить нейтралитет европейских держав в войне с Турцией. Неоценимую помощь в этом оказали сами турки, которые своими действиями помогли демонтировать положения Парижского договора, защищавшие их от войны с Россией один на один.

## Вступление России в войну
12 (24) апреля 1877 года Россия объявила войну Турции: после парада войск в Кишинёве на торжественном молебне епископ Кишинёвский и Хотинский Павел (Лебедев) прочёл Манифест Александра II об объявлении войны Турции.
Только быстрая война, — в одну кампанию, давала возможность России избежать вмешательства Европы. Ни в одной из русско-турецких войн фактор времени не играл столь значительной роли. По донесениям военного агента в Англии, на подготовку экспедиционной армии в 50—60 тыс. человек Лондону требовалось 13—14 недель, а на подготовку константинопольской позиции — ещё 8—10 недель. К тому же армию нужно было перебросить морем, огибая Европу. В этот период Турция возлагала свои надежды на успешную оборону.
План войны против Турции был составлен ещё в октябре 1876 года генералом Н. Н. Обручевым. К марту 1877 года проект был исправлен самим императором, военным министром, главнокомандующим, великим князем Николаем Николаевичем-старшим, его помощником штаба генералом А. А. Непокойчицким, помощником начальника штаба генерал-майором К. В. Левицким.
В мае 1877 года русские войска вступили на территорию Румынии. Войска самой Румынии, выступившей на стороне России, активно начали действовать лишь с августа.
Возмущение русской общественности действиями турок привело к массовому добровольческому движению (что отражено, в частности, на страницах романа «Анна Каренина»). Волонтёрами отправились на фронт врачи Склифосовский, Пирогов и Боткин, писатели Гаршин и Гиляровский, а также 25 выпускниц Женских врачебных курсов — первые женщины-врачи в России. По утверждению историка Н. А. Троицкого, 60-летний И. С. Тургенев говорил: «Будь я моложе, я сам бы туда поехал», а 50-летний Лев Толстой — «Вся Россия там, и я должен идти». 

## Ход войны

### Соотношение сил
Соотношение сил противников складывалось в пользу России, военные реформы начали давать свои положительные результаты.
Силы турецкой армии составляли около 200 тыс. человек, из которых около половины составляли гарнизоны крепостей, что оставляло 100 тыс. для оперативной армии.
На Кавказе русская Кавказская армия под командованием великого князя Михаила Николаевича имела около 150 тыс. человек при 372 орудиях, турецкая армия Мухтар-паши — около 70 тыс. человек при 200 орудиях.
По боевой подготовке российская армия превосходила противника, но уступала ему в качестве стрелкового вооружения (турецкие войска были вооружены новейшими английскими и американскими винтовками). Но русская артиллерия технически превосходила турецкую, поскольку перед самой войной русская армия завершила полное перевооружение на новейшую нарезную артиллерию.
Активная поддержка российской армии народами Балкан и Закавказья укрепляла моральный дух русских войск, в составе которых действовали болгарское, армянское и грузинское ополчение. Свой вклад в победу над турецкой армией также внесли сербские, румынские и черногорские войска.
На Чёрном море полностью доминировал турецкий флот. Россия, добившись права на Черноморский флот только в 1871 году, не успела восстановить его к началу войны и использовала корабли «Русского общества пароходства и торговли», переоборудованные под военные нужды.

### Общая ситуация и планы сторон
Существовало два возможных театра боевых действий: Балканы и Закавказье. Ключевым были Балканы, так как именно тут можно было рассчитывать на поддержку местного населения (ради освобождения которого война и велась). Кроме того, успешный выход русской армии к Константинополю выводил Османскую империю из войны.
Две естественные преграды стояли на пути русской армии к Константинополю:
- Дунай, турецкий берег которого был основательно укреплён османами. Крепости в знаменитом «четырёхугольнике» крепостей — Рущук — Шумла — Варна — Силистрия — были самыми защищёнными в Европе, если не во всём мире. Дунай являлся полноводной рекой, турецкий берег которой был основательно заболочен, что существенно осложняло высадку на него. Кроме того, у турок на Дунае было 17 бронированных мониторов, которые могли выдерживать артиллерийскую дуэль с береговой артиллерией, что дополнительно осложняло форсирование реки. При грамотной защите можно было надеяться нанести русской армии очень существенные потери.
- Балканский хребет, через который существовало несколько удобных переходов, главным из которых был Шипкинский. Защищающаяся сторона могла встретить атакующих на хорошо укреплённых позициях как на самом перевале, так и на выходе из него. Обойти Балканский хребет можно было вдоль моря, но тогда пришлось бы брать штурмом хорошо укреплённую Варну.

На Чёрном море полностью доминировал турецкий флот, что вынуждало организовывать снабжение русской армии на Балканах по суше.
План войны был основан на идее молниеносной победы: армия должна была перейти Дунай на среднем течении реки, на участке Никополь — Свиштов, где у турок не было крепостей, в районе, населённом дружелюбно настроенными к России болгарами. После переправы следовало разделить армию на три равные группы: первая — блокирует турецкие крепости в низовьях реки; вторая — действует против турецких сил в направлении Видина; третья — переходит через Балканские горы и идёт на Константинополь.
Турецкий план предусматривал активно-оборонительный образ действий: сосредоточив главные силы (около 100 тыс. человек) в «четырёхугольнике» крепостей Рущук — Шумла — Варна — Силистрия, завлекать переправившихся русских к Балканам, вглубь Болгарии, и затем разгромить их, обрушившись на их левый фланг. Одновременно с этим довольно значительные силы Османа-паши, около 30 тыс. человек, были сосредоточены в Западной Болгарии, у Софии и Видина, имея задачей наблюдение за Сербией и Румынией и воспрепятствование соединению русской армии с сербами. Кроме того, небольшие отряды занимали балканские проходы и укрепления по Среднему Дунаю.

### Действия на европейском театре войны

#### Форсирование Дуная
Русская армия по предварительной договорённости с Румынией прошла по её территории и в июне в нескольких местах переправилась через Дунай. Для обеспечения форсирования Дуная требовалось нейтрализовать турецкую дунайскую флотилию в месте возможных переправ. Эта задача была выполнена установкой на реке минных заграждений, прикрытых береговыми батареями. Также были задействованы переброшенные по железной дороге лёгкие минные катера.
- 29 апреля (11 мая) русской тяжёлой артиллерией взорван у Брэила башенный турецкий монитор «Лютфи-Джелиль» (англ. Lutfi Djelil), погибший со всей командой;
- 14 (26) мая минными катерами лейтенанта Шестакова и капитан-лейтенанта Дубасова потоплен монитор «Хивзи Рахман».

Турецкая речная флотилия была расстроена действиями российских моряков и не могла воспрепятствовать переправе русских войск.
- 10 (22) июня Нижнедунайский отряд переправился через Дунай у Галаца и Брэила и вскоре занял Северную Добруджу.
- В ночь на 15 (27) июня русские войска под командованием генерала М. И. Драгомирова форсировали Дунай в районе Зимница с румынской стороны и заняли Систово. Войска были в зимних чёрных мундирах, чтоб оставаться незамеченными в темноте, но, начиная со второго эшелона, переправа происходила под жестоким огнём. Потери составили 1100 человек убитыми и ранеными.
- 21 июня (3 июля) сапёры подготовили мостовую переправу через Дунай в районе Зимницы. Началась переброска главных сил русской армии через Дунай.

Турецкое командование не предприняло активных действий, чтобы воспрепятствовать форсированию Дуная русской армией. Первый рубеж на пути к Константинополю был сдан без серьёзных сражений.
Немедленно после переправы главных сил от них был выделен передовой отряд (около 12 тыс. человек), вверенный начальству генерала И. В. Гурко, которому поручено овладеть проходами в Балканский хребет; за ним в виде частного резерва должен был следовать 8-й корпус генерала Радецкого.
Другой отряд, Рущукский, под начальством наследника цесаревича, получил назначение наступать к Рущуку и постараться овладеть этою крепостью, в его состав входили 12-й и 13-й корпуса, однако эта дунайская турецкая крепость держалась до конца войны и капитулировала лишь в феврале 1878 года. 9-й корпус с Кавказской казачьей бригадой (Западный отряд) был направлен на Никополь. 4-й корпус и часть 11-го назначались в общий резерв; другая же часть 11-го корпуса была оставлена у Журжи.
Турецкое правительство, встревоженное появлением русских войск на правом берегу Дуная, послало приказание действовавшему против черногорцев Сулейману-паше отправить большую часть своей армии на присланных за ней судах в Македонию. Таким образом переправа русских главных сил через Дунай послужила и к спасению Черногории, находившейся почти в отчаянном положении.

#### Первый переход русских войск через Балканские горы
22 июня (4 июля) 1877 началось наступление русских передовых отрядов; 23 июня был занят город Бяла на реке Янтре, а 25 июня — г. Тырнов, и в тот же день полусотня донских казаков зашла в Плевну, разоружила размещённую там турецкую роту и покинула город. 9-й корпус подошёл к Никополю 30 июня; в тот же день сам главнокомандующий великий князь Николай Николаевич приехал в Тырнов, и туда же прибыли головные части 8-го корпуса.
Известия о быстром движении русских вперед подстегнули деятельность турецкого военного министерства: Абдул-Кериму, начальнику главных сил, расположенных в так называемом четырёхугольнике крепостей (Рущук — Шумла — Варна — Силистрия), было приказано перейти в наступление; за Балканскими горами, в долине реки Тунджи, сосредотачивалась армия Мехмеда Рауф-паши; Сулейману было послано приказание торопиться прибытием; войскам Мехмета-Али, стоявшим у границ Сербии, было велено идти к Софии, а коменданту Никополя — послать часть гарнизона в Плевну; Осману-паше, начальствовавшему войсками в Видине, было велено оставить эту крепость и сблизиться с главными силами.
Главных сил русской армии, переправившихся через Дунай, оказалось недостаточно для решительного наступления через Балканский хребет.
Передовой отряд 2 (14) июля перешёл Балканы через Хаинкиойский перевал. Вскоре, 5 июля (17 июля) был занят Шипкинский перевал, куда был выдвинут созданный Южный отряд (20 тыс. человек, в августе — 45 тыс.). Путь на Константинополь был открыт, но достаточных сил для наступления в Забалканье не было. Передовой отряд занял Эски-Загру (Стару-Загору), но вскоре сюда подошёл переброшенный из Албании турецкий 20-тысячный корпус Сулейман-паши. После ожесточённого боя у Эски-Загры, в котором отличились болгарские ополченцы, передовой отряд отошёл к Шипке.
Тем временем Рущукский отряд, выжидая прибытия осадной артиллерии, довольно медленно продвигался на восток и к 7 (19) июня 1877 занял наблюдательными постами левый берег реки Кара-Лом от Гюр-Чешлее до Ковачицы; в промежуток между ним и войсками Радецкого (в Тырнове) вступила 13-я кавалерийская дивизия, части которой заняли город Елену и село Беброво.
Между тем, 9-й корпус ещё 4 июля взял крепость Никополь, откуда, однако, 3 турецких батальона успели уйти в Плевну, а часть гарнизона — в город Рахово.
После взятия Никополя командир 9-го корпуса генерал Криденер получил приказание послать отряд для занятия Плевны, но в этот раз русские встретили здесь серьёзное сопротивление приведшее к весьма крупным осложнениям, а затем и совершенно изменившее обстановку дел на театре военных действий. Осман-паша, 1 (13) июля 1877 оставивший Видин, с большей частью своих войск быстро двинулся в восточном направлении и уже на рассвете 7 (19) июля 1877 подошёл к Плевне, занятой перед тем батальонами, ушедшими из Никополя. Хотя ещё 5 июля русские разъезды за рекой Вит доносили о движении сильной турецкой колонны от Рахово, но в главной квартире не обратили на это должного внимания. Высланный к Плевне отряд от 9-го корпуса (около 7 тыс. человек) наткнулся на значительно превосходящие его силы неприятеля и вынужден был отступить с большими потерями. В этом сражении особо отличился Донской 9-й казачий полк, который, прикрывая пехотные войска при отступлении, спас их от полного разгрома. В ходе ожесточенных столкновений турецкие войска сумели полностью выбить русских, закрепившихся на окраинах города. Турецкие потери в этом сражении составили примерно 2000 человек, русские — 2800.

#### Плевна и Шипка
18 (30) июля 1877 последовала вторая неудачная попытка русских войск овладеть Плевной. Русские войска на Балканском полуострове перешли к обороне. Сказалась недостаточная численность русского экспедиционного корпуса — резервов для усиления русских частей под Плевной у командования не было.19 (31) июля 1877 император Александр II, все время находившийся при действующей армии, отдал повеление о мобилизации Гвардейского корпуса, двух гренадерских, двух пехотных и одной кавалерийской дивизий (всего около 110 тыс. человек); но так как прибытия их нельзя было ожидать в скором времени, то главнокомандующий просил князя румынского Кароля перевести его войска через Дунай для совместных действий с русскими. Подтянуть необходимые резервы из России удалось только к середине-концу сентября, что затянуло ход боевых действий на 1,5—2 месяца.
После второго боя под Плевной прошли 2 недели почти в полном бездействии. После разных видоизменений плана предстоявших военных действий, турецкое военное министерство послало 3 августа предписание Сулейману — овладеть Шипкинским проходом. 9 августа он атаковал русскую позицию на перевале и в течение 6 дней повторял атаки, но, будучи постоянно отражаем, перешёл к обстреливанию позиции с трёх сторон.
Предпринятые 8 (20) июля и 18 (30) июля штурмы Плевны окончились полной неудачей и сковали действия русских войск.
Ловча (на южном фланге Плевны) была занята 22 августа (потери русских войск составили около 1500 человек), но и новый штурм Плевны 30—31 августа (11—12 сентября) окончился неудачей, после чего Главнокомандующий и император уже приняли решение отвести русские войска от Плевны, но военный министр Д. А. Милютин настоял на продолжении борьбы с армией Осман-паши. Было решено взять Плевну блокадой. 15 (27) сентября под Плевну прибыл Э. Тотлебен, которому было поручено организовать осаду города. Для этого требовалось взять сильно укреплённые редуты Телиш, Горный (Верхний) и Дольный (Нижний) Дубняки, которые должны были послужить Осману опорными пунктами в случае его выхода из Плевны.
Между тем, действовавшие против Рущукского отряда силы Мехмета-Али возросли до 100 тыс. человек, и войска Рущукского отряда (около 45 тыс. человек) в случае энергичных действий с неприятельской стороны могли быть поставлены в очень опасное положение. Избегнуть этого удалось лишь благодаря нерешительности османского полководца. Успехи турок после нескольких боев на Кара-Ломе ограничились лишь оттеснением русских передовых отрядов с правого берега этой реки.
Предпринятая около того же времени (3 (15) сентября 1877) новая попытка Сулеймана овладеть Шипкинским перевалом опять кончилась неудачей.
12 (24) октября Гурко штурмовал Горный Дубняк, занятый после упорного боя; потери русских составили 3539 человек убитыми и ранеными, турок — 1500 убитыми и 2300 пленными. 16 (28) октября под артиллерийским огнём был принуждён сдаться Телиш (в плен взято 4700 человек). Потери русских войск (в ходе неудачного штурма) составили 1327 человек. 20 октября (1 ноября) был занят Дольный Дубняк, гарнизон которого без боя отошёл к Плевне.
В отряде Радецкого за это время не происходило никаких важных событий; только 9 (21) ноября 1877 ночью турки внезапно атаковали ключ позиции на Шипкинском перевале — гору св. Николая, но были отбиты. Гораздо более, чем от неприятеля, стоявшие на горах русские войска страдали от болезней, всевозможных лишений, а с середины ноября — от лютых морозов и снежных буранов.

Пытаясь снять осаду с Плевны, турецкое командование решило в ноябре организовать наступление по всему фронту. 10 (22) ноября и 11 (23) ноября 35-тысячная Софийская (западная) турецкая армия была отбита Гурко у Новачина, Правца и Этрополя; 13 (25) ноября Восточная турецкая армия была отбита частями 12-го корпуса русских у Трестеника и Косабины.
22 ноября (4 декабря) Восточная турецкая армия разбила Еленинский отряд 11-го русского корпуса. Турок было 25 тысяч человек при 40 орудиях, русских — 5 тысяч при 26 орудиях. Восточный фронт русского расположения в Болгарии был прорван, на следующий же день турки могли быть в Тырнове, захватив огромные обозы, склады и парки 8-го и 11-го русских корпусов. Однако турки не развили свой успех и весь день 23 ноября (5 декабря) бездействовали и окапывались. 24 ноября (6 декабря) спешно выдвинутая русская 26-я пехотная дивизия восстановила положение, сбив турок под Златарицей. 30 ноября (12 декабря) Восточная турецкая армия, ещё не зная о капитуляции Плевны, попыталась атаковать у Мечки, но была отбита.
Контратаковать русское командование запретило вплоть до развязки под Плевной.
С середины ноября армия Осман-паши, стиснутая в Плевне в четыре раза превосходившим её кольцом русских войск, стала испытывать недостаток продовольствия. На военном совете решено было пробиться сквозь линию обложения, и 28 ноября (10 декабря), в утреннем тумане, турецкая армия обрушилась на Гренадерский корпус, но после упорного боя была отражена по всей линии и отошла в Плевну, где и сложила оружие. Потери русских составили 1696 человек, турок, атаковавших густыми массами — до 6000. В плен было взято 43,4 тысячи человек. Раненный Осман-паша вручил свою саблю командиру гренадер — генералу Ганецкому; ему были оказаны фельдмаршальские почести за доблестную защиту.

#### Второй переход русских войск через Балканские горы
Русская армия, насчитывавшая 314 тыс. человек против свыше 183 тыс. человек у противника, перешла в наступление. Возобновила военные действия против Турции сербская армия. Западный отряд генерала И. В. Ромейко-Гурко (71 тыс. человек) в исключительно трудных условиях перешёл через Балканы и 23 декабря 1877 года занял Софию. В тот же день начали наступление войска Южного отряда генерала Ф. Ф. Радецкого (отряды генералов М. Д. Скобелева и Н. И. Святополк-Мирского) и в сражении при Шейново 27—28 декабря окружили и взяли в плен 30-тысячную армию Вессель-паши. 3—5 января 1878 года в сражении под Филиппополем (Пловдивом) была разбита армия Сулейман-паши, а 8 января русские войска заняли Адрианополь без всякого сопротивления.
Тем временем бывший Рущукский отряд, под командованием наследника русского престола цесаревича Александра, тоже начал наступление, почти не встречая сопротивления со стороны турок, отходивших к своим крепостям; 14 января был занят Разград, а 15 января — Осман-Базар. Войска 14-го корпуса, действовавшие в Добрудже, 15 января заняли Хаджи-Оглу-Базарджик. 6 февраля 1878 года русские войска без боя заняли Бургас.
На этом боевые действия на Балканах были завершены.

#### Восстание в Фессалии
Несмотря на британское давление, греческое правительство А. Кумундуроса 21 января объявило, что греческая армия вторглась в турецкую Фессалию без объявления войны. Греческая армия под командованием генерал-лейтенанта артиллерии С. Суцоса насчитывала 23 500 человек и имела в своём составе 24 орудия. Планы греческой армии как таковой предполагали вступление на османскую территорию через гору Отрис, с последующим выходом к Западной Македонии. Основная колонна армии направилась к городку Домокос, куда дошла без особых затруднений. Отряды иррегулярных добровольцев, действовавших независимо от армии, освободили Омвриаки, изгнав оттуда турок. После занятия Домокоса, 1200 турецких солдат запёрлись в его крепости, в то время как Суцос вывел свои войска на дорогу ведущую в Ларису, намереваясь продолжить наступление в направлении Ларисы и Трикала. После того, как 21 января между русскими и турецкими войсками было заключено перемирие, греческие войска, под давлением мировых держав, были отозваны обратно в Грецию.

### Действия на азиатском театре войны
Военные действия на Кавказе, по плану Обручева, предпринимались «для ограждения нашей собственной безопасности и отвлечения сил противника». Этого же мнения придерживался и Милютин, который писал главнокомандующему Кавказской армией великому князю Михаилу Николаевичу: «Главные военные операции предполагаются в Европейской Турции; со стороны же Азиатской Турции действия наши должны иметь целью: 1) прикрыть наступлением безопасность наших собственных пределов — для чего казалось бы необходимым овладеть Батумом и Карсом (или Эрзерумом) и 2) по возможности отвлекать турецкие силы от европейского театра и препятствовать их организации».
Командование действующим Кавказским корпусом было возложено на генерала от кавалерии М. Т. Лорис-Меликова. Корпус был разделён на отдельные отряды согласно операционным направлениям. На правом фланге сосредоточился Ахалцыхский отряд под командованием генерал-лейтенанта Ф. Д. Девеля (13,5 тыс. человек и 36 орудий), в центре, у Александрополя (Гюмри) расположились главные силы под личным командованием М. Т. Лорис-Меликова (27,5 тыс. человек и 92 орудия) и, наконец, слева стоял Эриванский отряд во главе с генерал-лейтенантом А. А. Тергукасовым (11,5 тыс. человек и 32 орудия), Приморский (Кобулетский) отряд генерала И. Д. Оклобжио (24 тыс. человек и 96 орудий) предназначался для наступления вдоль побережья Чёрного моря на Батум и по возможности далее в сторону Трапезунда. В Сухуме был сосредоточен общий резерв (18,8 тыс. человек и 20 орудий).

#### Мятеж в Абхазии
В мае 1877 года горцы при поддержке турецких эмиссаров подняли мятеж в Абхазии. После двухдневной бомбардировки турецкой эскадрой в составе пяти броненосцев и нескольких вооружённых пароходов и высадки морского десанта, русские оставили Сухум; к июню всё черноморское побережье Абхазии от Очамчыра до Адлера заняли турки. Предпринятые в июне начальником Сухумского отдела генералом П. П. Кравченко нерешительные попытки отбить город у турок успехом не увенчались. Турецкие войска оставили Сухум только 19 августа, после подхода к русским войскам в Абхазии подкреплений из России и частей, снятых с Приморского направления.
Временное занятие турками Черноморского побережья повлияло на обстановку в Чечне и Дагестане, где также произошло восстание. Вследствие этого там вынуждено задержали две русские пехотные дивизии.

#### Действия в Закавказье
- 17 апреля казаками отряда Тергукасова был без боя занят Баязет.
- 5 мая русскими войсками был взят Ардаган.
- 6 июня Баязетская цитадель, занятая русским гарнизоном численностью в 1600 человек, была осаждена войсками Фаик-паши (25 тыс. человек). Осада (получившая название Баязетское сидение) продолжалась до 28 июня, когда была снята вернувшимся отрядом Тергукасова. В течение осады гарнизон потерял убитыми и ранеными 10 офицеров и 276 нижних чинов. После этого Баязет был русскими войсками оставлен.
- Наступление Приморского отряда развивалось крайне медленно, а после высадки турками десанта под Сухумом генерал Оклобжио был вынужден отправить часть сил под командованием генерала Алхазова на помощь генералу Кравченко, из-за этого военные действия на Батумском направлении до конца войны приняли затяжной позиционный характер.

В июле-августе в Закавказье наступило продолжительное бездействие, вызванное тем, что обе стороны выжидали прибытия подкреплений.
- 20 сентября, по прибытии 1-й гренадерской дивизии, русские войска перешли в наступление под Карсом; к 3 октября противостоявшая им армия Мухтара (25-30 тыс. человек) была разбита в Авлияр-Аладжинском сражении и отошла к Карсу.
- 13 октября русские части (отряд Лазарева) вышли к Карсу и приступили к осадным работам.
- 23 октября армия Мухтара была снова разбита под Эрзерумом, который со следующего дня также был осаждён русскими войсками.
- 6 ноября, после трёхнедельной осады, русскими войсками был взят город-крепость Карс.

После этого важного события главной целью действий представился Эрзерум, где укрывались остатки неприятельской армии. Но тут союзниками турок явились наступившие холода и крайняя затруднительность доставки по горным дорогам всякого рода запасов. В стоявших перед крепостью войсках болезни и смертность достигли ужасающих размеров.
10 февраля русские войска заняли Эрзурум (впоследствии им пришлось вернуть город Османской империи).
Во время войны армянское население Армянских вилайетов считало Россию «единственной надеждой на избавление от ужасных анархических условий жизни» и просило о защите. Русские войска, вошедшие Эрзурум, были встречены армянским населением как «освободители». Более того, армянское население оказывало всевозможную поддержку Русской армии. Формировались добровольческие отряды, участвовавшие в боевых действиях против турок
Уже после заключения перемирия, в ночь на 26 января 1878 года, катера вооружённого парохода «Великий князь Константин» под командованием лейтенанта Макарова произвели первую в истории мирового флота успешную торпедную атаку, потопив на Батумском рейде турецкий сторожевой пароход.
- Ход войны на Кавказском театре

### Заключение мирного договора
Мирные переговоры начались после победы при Шейнове, но сильно затянулись вследствие вмешательства Англии. Наконец, 19 января 1878 года, в Адрианополе были подписаны предварительные условия мира и заключено перемирие с определением демаркационных линий для обеих воюющих сторон. Однако основные условия мира оказались не соответствующими притязаниям румын и сербов, а главное — возбудили сильные опасения Англии и Австрии. Британское правительство потребовало у парламента новых кредитов для мобилизации армии. Кроме того, 1 февраля в Дарданеллы вошла английская эскадра адмирала Горнби. В ответ на это русский главнокомандующий на следующий же день двинул войска к демаркационной линии.
Заявление русского правительства о том, что ввиду действий Англии предполагается занять Константинополь, побудило англичан к сговорчивости. 4 февраля последовало соглашение, согласно которому эскадра Горнби должна была отойти на 100 км от Константинополя, а русские обязывались возвратиться за свою демаркационную линию.
В начале февраля турками сданы были крепости: Рущук, Силистрия, Виддин и Белградчик (последние две — румынам).
19 февраля (ст.стиля) 1878 года, после ещё двух недель дипломатического маневрирования, был наконец подписан предварительный Сан-Стефанский мирный договор с Турцией.

### От Сан-Стефано к Берлину
Условия Сан-Стефанского договора не только встревожили Англию и Австрию, но возбудили сильное неудовольствие румын и сербов, чувствовавших себя обделёнными при делёжке. Австрия потребовала созыва европейского конгресса, который бы обсудил Сан-Стефанский договор, и Англия поддержала это требование.
Оба государства приступили к военным приготовлениям, что вызвало и с русской стороны новые меры для противодействия угрожающей опасности: сформированы были новые сухопутные и морские части, Балтийское прибрежье приготовлено к обороне, формировалась обсервационная армия у Киева и Луцка. Для воздействия на Румынию, ставшую в открыто враждебное к России положение, туда был переведён 11-й корпус, который и занял Бухарест, после чего румынские войска отошли в Малую Валахию.
Все эти политические усложнения ободрили турок, и они начали готовиться к возобновлению войны: укрепления у Константинополя усиливались, и туда стягивались все оставшиеся свободными войска; турецкие и английские эмиссары пытались возбудить восстание мусульман в Родопских горах, надеясь отвлечь туда часть русских войск.
Такие обострившиеся отношения продолжались до конца апреля, пока Александр II не принял предложение Германии о посредничестве.
1 июня открылись заседания Берлинского конгресса под председательством князя Бисмарка, а 1 июля подписан Берлинский трактат, радикально изменивший Сан-Стефанский договор, преимущественно в пользу Австро-Венгрии и в ущерб интересам балканских славян: в 3 раза были сокращены размеры Болгарского государства, получившего независимость от Турции, а Босния и Герцеговина были переданы Австрии.
Впоследствии историк М. Н. Покровский указывал, что Берлинский конгресс стал неизбежным следствием Рейхштадтского секретного соглашения, достигнутого между австрийским и русским императорами в июне 1876 году в Рейхштадте и подтверждённого Будапештской конвенцией в январе 1877 года. «Один из русских дипломатов, участник Берлинского конгресса, — писал историк, — и через 30 лет после событий недоуменно спрашивал: „Если Россия хотела остаться верной конвенции с Австрией, зачем же было забыть об этом при заключении Сан-Стефанского договора?“». Всё, чего хотели Британия и Австрия на Берлинском конгрессе, указывал Покровский, это выполнение Россией русско-австрийской конвенции от января 1877 года. Но российская общественность, негодовавшая по поводу «ущербного» Берлинского трактата и «предательства» со стороны Австрии и Германии, этого не знала, так как соглашение держалось в строжайшем секрете.

## Потери

### Потери антитурецкой коалиции
Русские потери
Согласно «Военно-медицинскому отчёту» русские потери составляли:
- убитыми в боях — 15 567 человек (из них: в дунайской армии ― 11 905 человек; в кавказской армии ― 3662 человека);
- умершими от ран — 6824 человек;
- раненными — 57 652 человек.

Более подробную информацию о русских потерях на Кавказском театре военных действий приводит А. Л. Гизетти:
| Потери      | Потери | Потери | Потери  | Потери |
| Чины        | Убито  | Ранено | Пленено | Итого  |
| ----------- | ------ | ------ | ------- | ------ |
| Офицеры     | 105    | 658    | —       | 763    |
| Нижние чины | 3415   | 15124  | 342     | 18881  |
| Итого       | 3520   | 15782  | 342     | 19644  |

Демограф Б. Ц. Урланис приводит и такие данные о потерях России:
15 567 убито, 56 652 ранено, 6824 умерло от ран, 81 363 умерло от болезней, 3,5 тыс. пропавших без вести, 1713 погибло от других причин, 35 тыс. уволено в небоеспособные. Превышение русских небоевых потерь (от болезней) над собственно боевыми коррелирует со статистикой турецких потерь (см. ниже). Это не должно удивлять современного читателя, подобная картина была типичной для той эпохи и прослеживалась, например, во время Крымской войны.
Иные численности русских потерь приводят западноевропейские источники. Так Э. Кнорр сообщает о 30 тыс. только убитыми, а доктор Г. Мораш ― 36 455 убитых и умерших от ран.
По сообщению российского доктора Г. М. Герценштейна потери убитыми только в 1877 году в дунайской армии составляли 25 тыс., а в кавказской армии — 5 тыс. человек. Непосредственный участник той войны доктор Ю. К. Кёхер на основании неофициальных данных приводит численность «с избытком» ― 27 тыс. убитыми (отчасти в это число им включены и пропавшие без вести). Также Кехер приводит соотношение на 1 убитого ― 3 раненных.
Румынские потери
По данным современного румынского историка, потери румынской армии составили 1350 убитых и раненых. Российские историки оценивают общее число румынских потерь примерно в 10 000 человек.

### Турецкие потери
На том основании, что в 24 битвах той войны потери турок превышали потери русских в среднем на 5 %, Б. Ц. Урланис допускает, что потери турок могли составлять 17 тысяч убитыми.
Общие потери, по турецким и российским источникам, составляли 30 тысяч погибших и 90 тысяч умерших от ран и болезней.
Относительно захваченных в плен турецких солдат в источниках существует довольно значительные расхождения. Так, по одним публикациям в плен попало свыше 100 тысяч турецких солдат и офицеров, из этого числа около 50 тыс. умерло в российском плену. В военно-медицинском отчете о войне со ссылкой на официальные публикации по ходу военных действий указано что количество пленных составляет 125 770 человек, из них захвачено Дунайской армией 113 015 человек, Кавказской армией — 12 755 человек. Однако свод информации от военных округов по принятым от действующей армии пленным (во время войны пленных турок вывозили на территорию России) даёт цифру таких пленных в 141 708 человек (кроме того, некоторое количество пленных умерло от ран и болезней или бежало до их прибытия в Россию).

## Благотворительность
Русская церковь приняла ряд мер по оказанию помощи армии. Вышедший ещё до войны Указ Синода от 24 ноября (1 декабря) 1876 года предписывал создать во всех женских монастырях и общинах отряды «сердобольных сестер» и наладить там производство материалов для обработки ран. Указ Синода от 3 (15 марта) 1877 года предписывал мужским монастырям создать отряды «сердобольных братьев» из монахов и послушников. Во время войны во многих монастырях были созданы госпитали и собирались пожертвования в пользу раненых воинов.

## Награды
Орден Св. Георгия
- Орденом I класса были награждены командующие войсками: на Кавказе — вел. князь Михаил Николаевич (9 октября 1877): на Балканах — вел. князь Николай Николаевич Старший (29 ноября 1877).
- Орден II класса получили 13 человек: 11 генералов и 2 князя (румынский и черногорский).
- Орден III класса 37 отечественных военачальников: 34 генерала, 2 полковника (О. К. Гриппенберг и Ю. В. Любовицкий) и капитан 1-го ранга (М. Д. Новиков).
- Орденом IV класса были награждены 318 отечественных военных, в большинстве случаев — за личный подвиг: 299 — армейских и 19 — флотских; кроме того были удостоены этой награды 7 офицеров иррегулярных, казачьих формирований. Из иностранцев были награждены 35 человек, больше всего черногорцев — 24[74].
- Знак Отличия Военного ордена (Георгиевский крест) 1-й степени заслужили 60 человек; 2-й степени — 340; 3-й степени — около 1900.
- Золотое оружие «За храбрость» с бриллиантами заслужили 35 военачальников, без драгоценных украшений — около 600 человек.

## Боевое расписание
- Командир: Великий князь Николай Николаевич
- Начальник штаба: генерал-адъютант А. А. Непокойщицкий
- Командующий артиллерией: князь Н. Ф. Массальский
- Командир инженерного подразделения: генерал-майор А. Ф. Депп
- Армейский интендант: государственный советник И. А. Аренс
- Атаман казаков: генерал-лейтенант Форнин
- Начальник связи: генерал-лейтенант В. В. Каталей
- Телеграфный пост командующего: генерал-майор Шталь
- Командующий артиллерийским парком: генерал-майор Канатич
- Начальник Службы юстиции: советник Ашамуров
- 7-й армейский корпус: генерал-лейтенант князь А. П. Барклай-де-Толли-Веймарн
  - 15-я пехотная дивизия: генерал-лейтенант А. Д. Горемыкин
    - 1-я бригада:
      - Модлинский пехотный полк #57
      - Прагский пехотный полк #58

    - 2-я бригада:
      - Люблинский пехотный полк #59
      - Замосцкий пехотный полк #60

    - 15-я артиллерийская бригада
    - Кавалерия:
      - 1 казачий полк

  - 36-я пехотная дивизия: генерал-лейтенант В. Н. Верёвкин
    - 1-я бригада:
      - Можайский пехотный полк #141
      - Звенигородский пехотный полк #142

    - 2-я бригада:
      - Дорогобужский пехотный полк #143
      - Каширский пехотный полк #144

    - 36-я артиллерийская бригада
    - Кавалерия:
      - 1 казачий полк
- 8-й армейский корпус: генерал-лейтенант Ф. Ф. Радецкий
  - 9-я пехотная дивизия: генерал-лейтенант князь Н. И. Святополк-Мирский
    - 1-я бригада:
      - Елецкий пехотный полк #33
      - Севский пехотный полк #34

    - 2-я бригада:
      - Брянский пехотный полк #35
      - Орловский пехотный полк #36

    - 19-я артиллерийская бригада
    - Кавалерия:
      - 1 казачий полк
- 9-й армейский корпус: генерал-лейтенант Н. П. Криденер
  - 5-я пехотная дивизия: генерал-лейтенант Ю. И. Шильдер-Шульднер
    - 1-я бригада:
      - Архангелогородский пехотный полк #17
      - Вологодский пехотный полк #18

    - 2-я бригада:
      - Костромской пехотный полк #19
      - Галицкий пехотный полк #20

    - 5-я артиллерийская бригада
    - Кавалерия:
      - 1 казачий полк

  - 31-я пехотная дивизия
    - 1-я бригада:
      - Пензенский пехотный полк #121
      - Тамбовский пехотный полк #122

    - 2-я бригада:
      - Козловский пехотный полк #123
      - Воронежский пехотный полк #124

    - 31-я артиллерийская бригада
    - Кавалерия:
      - 1 казачий полк
- 10-й армейский корпус: генерал-лейтенант князь С. М. Воронцов
  - 13-я пехотная дивизия: генерал-лейтенант А. К. Рихтер
    - 1-я бригада:
      - Брестский пехотный полк #49
      - Белостокский пехотный полк #50

    - 2-я бригада:
      - Литовский пехотный полк #51
      - Виленский пехотный полк #52

    - 13-я артиллерийская бригада
    - Кавалерия:
      - 1 казачий полк

  - 34-я пехотная дивизия: генерал-лейтенант барон А. Н. Корф
    - 1-я бригада:
      - Симферопольский пехотный полк #133
      - Феодосийский пехотный полк #134

    - 2-я бригада:
      - Керчь-Еникольский пехотный полк #135
      - Таганрогский пехотный полк #136

    - 34-я артиллерийская бригада
    - Кавалерия:
      - 1 казачий полк
- 11-й армейский корпус: генерал-лейтенант князь А. И. Шаховской
  - 11-я пехотная дивизия: генерал-лейтенант К. М. Храповицкий
    - 1-я бригада:
      - Селенгинский пехотный полк #41
      - Якутский пехотный полк #42

    - 2-я бригада:
      - Охотский пехотный полк #43
      - Камчатский пехотный полк #44

    - 11-я артиллерийская бригада
    - Кавалерия:
      - 1 казачий полк

  - 32-я пехотная дивизия: генерал-лейтенант А. С. Аллер
    - 1-я бригада:
      - Курский пехотный полк #125
      - Рыльский пехотный полк #126

    - 2-я бригада:
      - Путивльский пехотный полк #127
      - Старооскольский пехотный полк #128

    - 32-я артиллерийская бригада
    - Кавалерия:
      - 1 казачий полк
- 12-й армейский корпус: генерал-лейтенант П. С. Ванновский
  - 12-я пехотная дивизия: генерал-лейтенант барон фон А. А. Фиркс
    - 1-я бригада:
      - Азовский пехотный полк #45
      - Днепровский пехотный полк #46

    - 2-я бригада:
      - Украинский пехотный полк #47
      - Одесский пехотный полк #48

    - 12-я артиллерийская бригада
    - Кавалерия:
      - 1 казачий полк

  - 33-я пехотная дивизия: генерал-лейтенант А. А. Тимофеев
    - 1-я бригада:
      - Бессарабский пехотный полк #129
      - Херсонский пехотный полк #130

    - 2-я бригада:
      - Тираспольский пехотный полк #131
      - Бендерский пехотный полк #132

    - 33-я артиллерийская бригада
    - Кавалерия:
      - 1 казачий полк

  - 7-я кавалерийская дивизия: генерал-лейтенант К. Н. Манзей
    - 1-я бригада:
      - Кинбурнский драгунский полк #7
      - Ольвиопольский уланский полк #7

    - 2-я бригада:
      - Белорусский гусарский полк #7
      - 7-й казачий полк

    - Артиллерия:
      - Конноартиллерийская батарея #13
      - Конноартиллерийская батарея #14

  - 8-я кавалерийская дивизия: генерал-майор князь А. Н. Манвелов
    - 1-я бригада:
      - Астраханский драгунский полк #8
      - Вознесенский уланский полк #8

    - 2-я бригада:
      - Лубенский гусарский полк #8
      - 8-й казачий полк

    - Артиллерия:
      - Конноартиллерийская батарея #15
      - Казачья конноартиллерийская батарея #1

  - 9-я кавалерийская дивизия: генерал-лейтенант Лошкарёв
    - 1-я бригада:
      - Казанский драгунский полк #9
      - Бугский уланский полк #9

    - 2-я бригада:
      - Киевский гусарский полк #9
      - 9-й казачий полк

    - Артиллерия:
      - Конноартиллерийская батарея #16
      - Казачья конноартиллерийская батарея #2

  - 10-я кавалерийская дивизия: генерал-майор А. Я. Дедюлин
    - 1-я бригада:
      - Новгородский драгунский полк #10
      - Одесский уланский полк #10

    - 2-я бригада:
      - Ингерманландский гусарский полк #10
      - 10-й казачий полк

    - Артиллерия:
      - Конноартиллерийская батарея #17
      - Казачья конноартиллерийская батарея #3

  - 11-я кавалерийская дивизия: генерал-майор Л. А. Татищев
    - 1-я бригада:
      - Рижский драгунский полк #11
      - Чугуевский уланский полк #11

    - 2-я бригада:
      - Изюмский гусарский полк #11
      - 11-й казачий полк

    - Артиллерия:
      - Конноартиллерийская батарея #18
      - Казачья конноартиллерийская батарея #4

  - 12-я кавалерийская дивизия: генерал-майор барон А. Ф. Дризен
    - 1-я бригада:
      - Стародубовский драгунский полк #12
      - Белгородский уланский полк #12

    - 2-я бригада:
      - Ахтырский гусарский полк #12
      - 12-й казачий полк

    - Артиллерия:
      - Конноартиллерийская батарея #19
      - Казачья конноартиллерийская батарея #5

Также состояли в армии:
- 1 бригада с 4 егерскими батальонами, по 4 роты в каждом
- 12 донских казачьих полков, по 6 сотен в каждом
- 1 скаутский корпус с 4 казачьими полками, по 6 сотен в каждом
- 2 донские казачьи конноартиллерийские батареи, по 6 орудий в каждой
- 10 горноартиллерийских батарей, по 6 орудий в каждой
- 1 осадный парк со 100 орудиями
- 3 сапёрных батальона[75]

## Итоги войны
Россия вернула южную часть Бессарабии, потерянную после Крымской войны, присоединила населённую армянами и греками Карсскую область и заняла стратегически важную населённую грузинами Батумскую область (с условием организовать порто-франко, однако вскоре для защиты города возведена Михайловская крепость).
Великобритания оккупировала Кипр, согласно договору с Османской империей от 4 июня 1878 года; в обмен на это она обязалась защищать Турцию от дальнейшего российского продвижения в Закавказье. Оккупация Кипра должна была длиться, пока в руках русских остаются Карс и Батуми.
В 1879 году между Россией и Турцией был подписан Константинопольский мирный договор, который закрепил те условия Сан-Стефанского мира, которые не были отменены или изменены Берлинским трактатом. Договор определил сумму контрибуции, которую Турция должна была выплатить в пользу России (более 800 миллионов франков), а также сумму компенсаций российским подданным и учреждениям, которые находились в Османской империи и понесли убытки в связи с войной. Договор также предусматривал амнистию подданным Османской империи — участникам освободительного движения балканских народов против османского владычества.
Границы, установленные по итогам войны, сохраняли силу до Балканских войн 1912—1913 годов, с некоторыми изменениями:
- В 1885 году Княжество Болгария и Восточная Румелия объединились в единое княжество;
- В 1908 году Болгария объявила себя независимым от Турции царством, а Австро-Венгрия аннексировала ранее оккупированную ею Боснию и Герцеговину.

Война ознаменовала постепенный отход Великобритании от конфронтации в отношениях с Россией. После перехода Суэцкого канала под английский контроль в 1875 году, британское стремление любой ценой предотвратить дальнейшее ослабление Турции пошло на убыль. Английская политика переключилась на защиту английских интересов в Египте, который был оккупирован Великобританией в 1882 году и оставался английским протекторатом до 1922 года. Английское продвижение в Египте интересы России напрямую не затрагивало, соответственно напряжение в отношениях двух стран постепенно ослабело, хотя англичане крайне болезненно реагировали на усиление Черноморского флота и попытки поддержать южных славян.
Переход к военному союзу стал возможен после заключения в 1907 году компромисса по Средней Азии, оформленному англо-русским договором от 31 августа 1907 года. От этой даты отсчитывают возникновение Антанты — англо-франко-русской коалиции, противостоящей возглавлявшемуся Германией блоку Центральных держав. Противостояние этих блоков привело к Первой мировой войне 1914—1918 годов.
Прямым результатом войны стало увеличение кредиторской задолженности российского бюджета. Если в 1876 году обслуживание процентов по долгам поглощало 19 % всех доходов бюджета, то к 1881 году эта цифра возросла до 27 %, что вынудило правительство отложить ряд мероприятий по развитию транспортной сети.
- Жёлтым цветом отмечены территории на Балканах, потерянные Османской империей по итогам войны
- Территориальные изменения на Кавказе по итогам войны. Жёлтым отмечены территории, отошедшие России по итогам Берлинского трактата. Красным перешедшие России по Сан-Стефанскому договору, но возвращённые Турции.

## Отражение в искусстве

### В живописи
- Балканская серия Василия Верещагина.
- Цикл батальных полотен Николая Дмитриева-Оренбургского и Льва Лагорио.
- Виктор Васнецов. «Известие о взятии Карса» (1878).
- Константин Савицкий «На войну» (1888)
- Константин Маковский «Болгарские мученицы» (1877)

### В литературе
| Автор                      | Название книги                     | Год       | Описание |
| -------------------------- | ---------------------------------- | --------- | --- |
| Лев Толстой                | «Анна Каренина»                    | 1873—1877 | В эпилоге Вронский отправляется добровольцем на освободительную войну. Толстой показывает отношение к войне дворян и крестьян. |
| Всеволод Гаршин            | «Четыре дня»                       | 1877      | Пацифистсткий рассказ, показывающий войну глазами бойца.                                                                       |
| Всеволод Гаршин            | «Из воспоминаний рядового Иванова» | 1883      | |
| Василий Немирович-Данченко | «Скобелев»                         | 1886      | Воспоминания о Скобелеве. |
| Иван Вазов                 | «Под игом»                         | 1888      | Отражена борьба болгарского народа против турецкого владычества                                                                |
| Пётр Краснов               | «Цареубийцы»                       | 1938      | Вторая половина произведения описывает предпосылки войны, сборы и непосредственно боевые действия.                             |
| Валентин Пикуль            | «Баязет»                           | 1960      | Главная тема — Баязетское сидение.                                                                                             |
| Борис Васильев             | «Были и небыли»                    | 1981      | |
| Борис Акунин               | «Турецкий гамбит»                  | 1998      | Детектив на фоне событий Русско-турецкой войны.                                                                                |

### В кино
| Фильм                            | Год        | Описание                           |
| -------------------------------- | ---------- | ---------------------------------- |
| «Герои Шипки»                    | 1954       | Исторический фильм                 |
| «За Родину»                      | 1977       | Исторический фильм (Румыния)       |
| «Юлия Вревская»                  | 1977       | Исторический фильм (СССР—Болгария) |
| «Путь к Софии»                   | 1979       | болгарский сериал                  |
| «Баязет»                         | 2003       | российский телесериал              |
| «Турецкий гамбит»                | 2005, 2006 | российский фильм и сериал          |
| «Русский крест над Балканами»    | 2009       | Российский телефильм               |
| «Институт благородных девиц»     | 2010—2011  | российский телесериал              |
| «Не нам, не нам, а Имени Твоему» | 2018       | Документальный фильм (Россия)      |

## Память
17 апреля 1878 года императором Александром II была учреждена государственная награда — медаль «В память русско-турецкой войны 1877—1878», которой награждались военные, моряки, ополченцы и другие лица, участвовавшие в сражениях или защищавшие тылы армии.
В Болгарии эта война известна под названием Освободительной. На территории современной Болгарии, где прошли основные сражения этой войны, находятся свыше 400 памятников русским, которые боролись за свободу болгарского народа.
В столице Российской империи — Санкт-Петербурге — в 1886 году в честь подвигов русских войск, принимавших участие и победивших в войне, по инициативе в тот период уже покойного Александра II был воздвигнут памятник Славы. Памятник представлял собой 28-метровую колонну, сложенную из пяти рядов пушек, отбитых в войну у турок. На верху колонны был расположен гений с лавровым венком в протянутой руке, увенчивающий победителей. Пьедестал памятника имел высоту около 6½ метров, со всех четырёх сторон которого были вделаны бронзовые доски с описаниями основных событий войны и названий воинских частей, принимавших в ней участие. В 1930 году памятник был разобран и переплавлен. В 2005 году — восстановлен на прежнем месте.
В пятую годовщину взятия Плевны в Москве была торжественно освящена часовня Александра Невского «в память воинов, на брани убиенных во время русско-турецкой войны 1877—1878 гг.» В том же городе в день десятилетия битвы под Плевной на площади Ильинские Ворота состоялось открытие памятника героям Плевны, возведённый на добровольные пожертвования оставшихся в живых гренадеров — участников Плевненского сражения. 
В 1898 году на братской могиле русских воинов в Сан-Стефано под Константинополем был торжественно освящён памятник-часовня. В 1914 году этот мемориал был разрушен. В декабре 2012 года было достигнуто соглашение о воссоздании храма-памятника.
В 2013 году Россия и Болгария выпустили совместный почтовый блок, посвященный 135-летию окончания войны.
В 2018 году Россия и Болгария выпустили совместный почтовый блок, посвященный 140-летию окончания войны.